# 冈比亚国旗
甘比亞國旗（英語：Flag of the Gambia）由三條分別為紅色、藍色和綠色的橫條組成，並以兩條薄白色條紋分隔著。該旗在1965年甘比亞自英國獲得獨立後採用，以取代殖民地時期使用的配有殖民地徽章之英國藍船旗，並自此成為該國的官方旗幟。另一方面，縱使甘比亞曾與塞內加爾於1982年至1989年間共同組成塞內甘比亞，但是該國在這7年間並沒有改變該國旗。

## 歷史

甘比亞於1889年至1965年期間使用的殖民地官方旗幟。

英國人於1661年首次踏足甘比亞，並隨後攻佔了當地的詹姆斯島。他們接著在甘比亞河入海口的周邊地區建造堡壘，以及逐漸地向上游地區擴展勢力。該地區於1820年代成為塞拉利昂轄下的保護國，並最終在1888年正式成為大英帝國下的一個殖民地。根據1865年頒佈的殖民地海防法案（Colonial Naval Defence Act），各殖民地可以使用配有當地官方徽章的英國藍船旗，因此甘比亞能夠擁有一面「與眾不同」的殖民地旗幟。當時該地區的官方徽章為一個包含大象、棕櫚樹、山丘和一個大寫字母G的圓形，其中字母G代表著當地英文名稱「Gambia」的第一個字母。
雖然甘比亞於1963年取得內部自治權，但是當地直至1965年該國獲得完全獨立前仍然使用其殖民地旗幟。由會計師路易斯·托馬斯（Louis Thomasi）設計的新國旗由於並「沒有任何政治準則」，因此他是當時非洲少數沒有使用當地最具影響力政黨的代表顏色之旗幟。新國旗在1965年2月18日，即該國獨立日午夜首次懸掛。此外，甘比亞曾於1982年與塞內加爾結成邦聯，但是隨後在1989年再次分裂。雖然兩國於這7年間維持著十分緊密的關係，可是這種關係並沒有使他們改變自己的旗幟，所以甘比亞在此期間仍然使用原本的國旗。

## 象徵意義
甘比亞國旗四种色彩中，藍色代表冈比亞河，該國國名甘比亞就是來自於此河；而紅色不但象徵著太陽（甘比亞非常靠近赤道），也代表熱帶草原。兩條白邊表示全体冈比亚人民为了祖国「團結、一致」；而綠色除了象徵该国的森林资源，也代表著对冈比亚国计民生起重要作用的各类農产品。此外，冈比亚國旗上的紅、藍、綠、白四色也运用在了冈比亞國徽上。

## 其他用途
2013年盧森堡大選過後，該國的三個政黨盧森堡社會主義工人黨、民主黨和綠黨（Déi Gréng）決定共同組成聯合政府。由於這三個政黨的各自代表顏色紅色、藍色以及綠色均有在甘比亞國旗上使用，因此該聯合政府又被戲稱為「甘比亞聯盟」。

## 外部連結
- 在 World Flags 101 網站上的甘比亞國旗資訊 （页面存档备份，存于）